# Брахіація

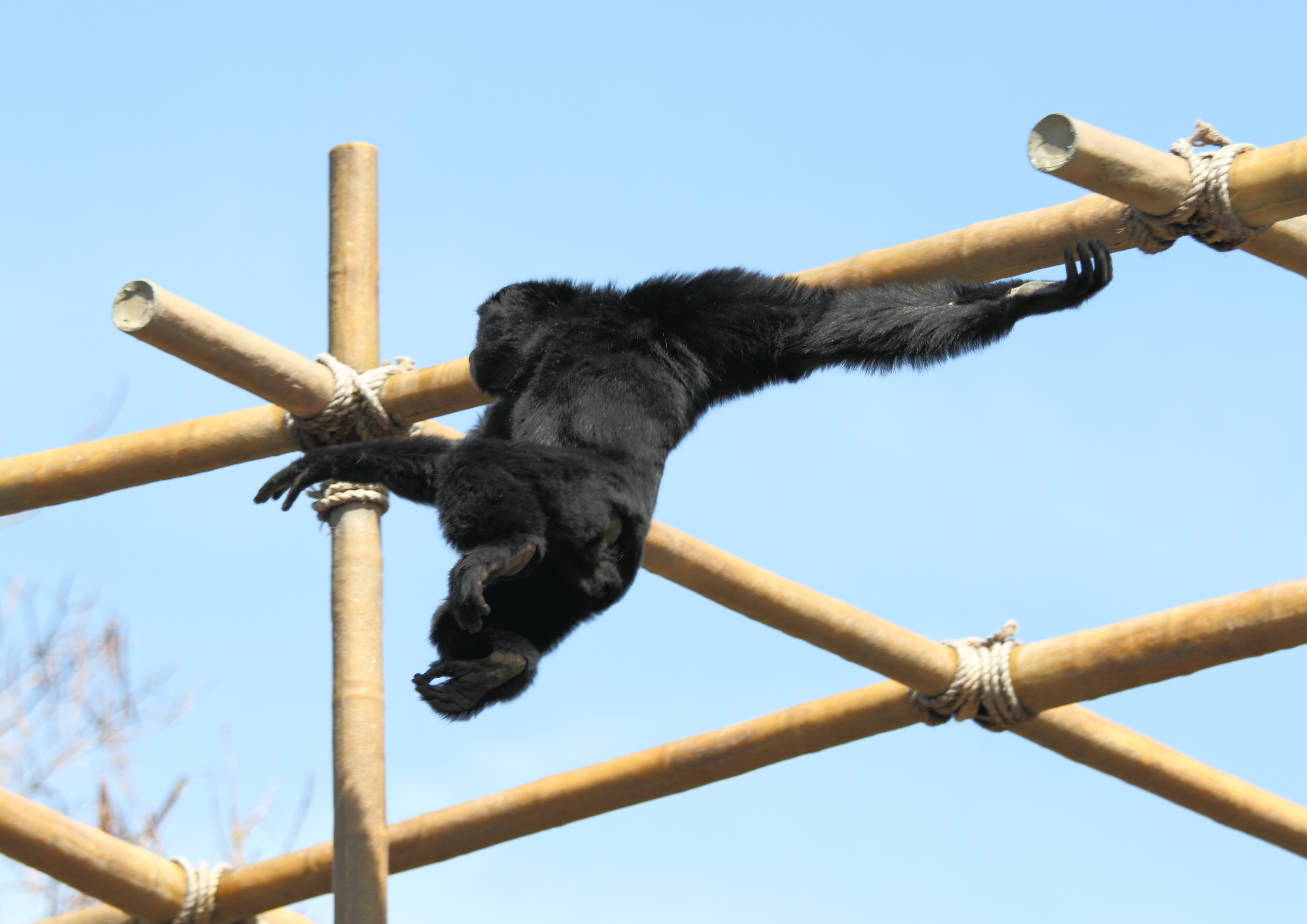
Брахіатні примати, такі як цей сіаманг (Symphalangus syndactylus), мають довгі передні кінцівки та вигнуті пальці

Брахіація (від грец. βραχιον, brachion — плече) — один з видів локомоції, здатність переміщатися з одного уступу на інший (наприклад, з однієї гілки дерева на іншу), розгойдуючись на руках.
Деякі примати використовують цю здатність для швидкого і безпечного пересування по лісу. Повноцінними власниками брахіації можна назвати лише гібонів та павукоподібних мавп. У деяких випадках ці тварини можуть пересуватися по гілках швидше, ніж бігти по землі людина, а їхні стрибки можуть досягати в довжину 10 метрів. Решта людиноподібних зберегли лише можливість лазити по деревах.
Етологи вважають, що сни, пов'язані з перельотами і падіннями — спадщина сучасної людини, що дісталася йому від стародавніх предків, що жили близько 25 млн років тому. Вони мали здатність до брахіації і належали до тієї ж еволюційної гілки, від якої походять гібони. Ця здатність яскраво виражена у маленьких дітей, які хапаються за будь-які предмети так, що дитину можна підняти на них.